# Caló
|  | Per a altres significats, vegeu «Caló (desambiguació)». |

El caló (zincaló, romaní ibèric o romaní espanyol), és una llengua variant del romaní. És utilitzada pel poble gitano, fonamentalment a l'estat espanyol, i no té una distribució territorial fixa. La llengua és enquadrada dins del grup septentrional, subgrup ibèric / occidental de l'idioma romaní.
La denominació caló prové del romaní kaló, originalment l'adjectiu «negre», substantivat com a «infeliç» i en caló amb el sentit d'«home gitano» (amb la mateixa arrel i significat que el sànscrit kāla, i que també ha donat el mot català calés «diners» per les monedes fosques).
El parla una població estimada (segons l'any 1996 per Ethnologue) entre 40.000 i 140.000 persones a l'estat espanyol; entre 10.000 i 20.000 a l'estat francès; 5.000 a Portugal; 10.000 a Amèrica Llatina; i entre 65.000 i 175.000 a tot el món. Algunes estimacions diuen que el parlen 300.000 persones gitanes a l'estat espanyol.
Té una marcada influència de les llengües romàniques amb les quals conviu, fonamentalment del castellà andalús, i en menor mesura de l'èuscar (que no és una llengua romànica). Té diversos dialectes: caló castellà, caló portuguès, caló català, erromintxela (caló basc) o caló brasiler.
Algunes estadístiques indiquen que només l'1% dels gitanos de l'estat espanyol parlen caló, però la majoria en coneixen el vocabulari bàsic. Per això, les associacions gitanes internacionals promouen la variant romaní anomenada kalderash per a la intercomprensió dels romanís de tot el món.
En gran part, l'ús del caló es manté com a un llenguatge íntim o secret.
A l'estat espanyol, no es troba protegit per l'acord de la Carta Europea de les llengües Minoritàries o Regionals perquè no s'esmenta el caló en cap estatut d'Autonomia. Tampoc ha estat considerada la seva protecció per França, ni per Portugal.

## Origen
Es va originar per la influència sobre la llengua original gitana, el romaní, exercida per les llengües del seu entorn. Això ha fet que es consideri com un pidgin, però amb la diferència que el romaní aporta la major part del lèxic i les llengües peninsulars la gramàtica, al revés del que passa habitualment amb el pidgin. Sovint ha estat considerada com un argot d'ocultació de la comunitat ètnica gitana o del món de la delinqüència.

## Caló català

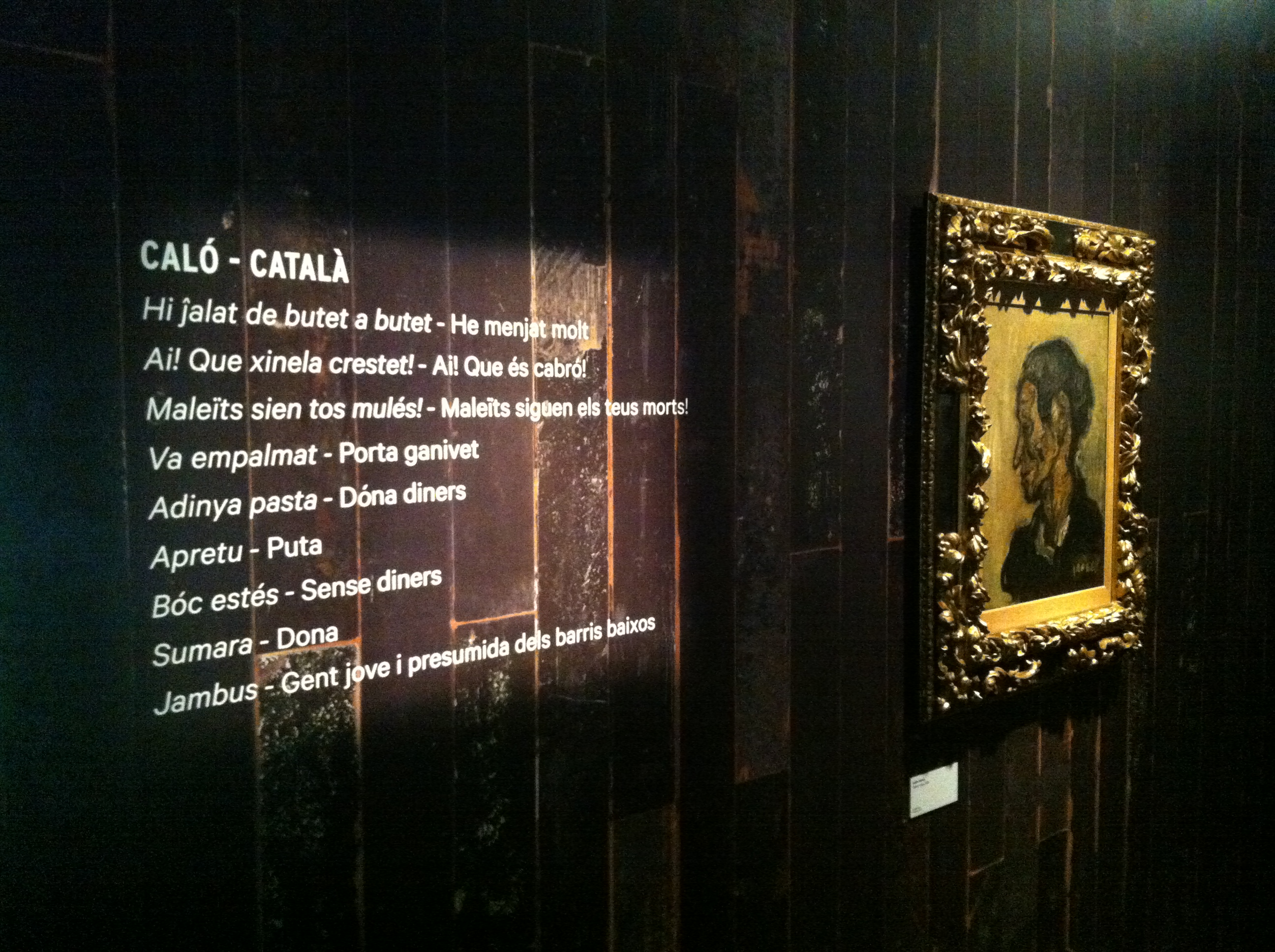
Referències a equivalències entre el caló i el català en una exposició sobre l'avinguda del Paral·lel al CCCB

El caló català és una variant formada sobre una estructura gramatical i fonètica del català. Alguns mots propis del caló català han passat al vocabulari comú del català i no pas del castellà: halar (menjar), xaval (noi), dinyar-la (morir), filar (veure), calés (diners), cangueli (por), paio (individu).
Juli Vallmitjana és l'escriptor que reflectí més la vida gitana i el caló català en les seves obres. També utilitzà formes caló Salvador Espriu, especialment en la seva obra Ronda de mort a Sinera.
Els gitanos arrelats a Catalunya, tot i mantenir lèxic caló, acostumen a tenir el català com a llengua pròpia, especialment els de l'Empordà i el Rosselló, i conserven la llengua catalana amb trets molt genuïns, cosa especialment remarcable a la Catalunya Nord, on és el grup humà de la zona que més i millor manté l'ús del català.
El caló català, igual que els altres dialectes gitanos de la península Ibèrica, es troba en clar retrocés: la llengua materna dels gitanos catalans és el català; el caló ha passat a ser una llengua emprada només en determinades situacions, sobretot com a instrument de defensa. Les noves generacions la utilitzen cada vegada menys. Reduït el caló a un ús molt limitat, allò que dona identitat lingüística als gitanos catalans és ara la forma de parlar català (català agitanat). Aquest fenomen ha assolit una enorme importància a la Catalunya del Nord, com ha demostrat brillantment Jean-Paul Escudero: mentre que el català viu una situació de diglòssia substitutòria davant del francès, els gitanos rossellonesos el consideren un tret fonamental de la seva identitat i, fins i tot, anomenen parlar gitano el fet de parlar català.

## Caló castellà
El caló ha donat un gran nombre de paraules a aquesta llengua, especialment mitjançant el flamenc i l'argot, alguns exemples en són:
- Gachó, gachí: home, dona
- Parné: diners
- Currelar: treballar
- Molar: agradar
- Camelar: enganyar, seduir, originalment estimar.[5] El seu sentit original es troba en el sànscrit Kāma, 'amor, desig'
- Biruji: fred

Actualment hi ha un creixent interès pel caló. D'acord amb Ethnologue, el caló està relacionat amb el llenguatge d'altres grups nòmades com els Quinqui.
El polític Juan de Dios Ramírez-Heredia promou la variant romanò-kalò de l'idioma per comunicar-se els calés amb els altres romanís.

### Exemple de caló castellà
Y sasta se hubiese catanado sueti baribustri, baribustri, y abillasen solictos á ó de los fores, os penó por parabola: Manu chaló abri á chibar desqueri simiente: y al chibarle, yeque aricata però sunparal al drun, y sinaba hollada, y la jamáron as patrias e Charos. Y aver peró opré bar: y pur se ardiñó, se secó presas na terelaba humedad. Y aver peró andré jarres, y as jarres, sos ardiñáron sat siró, la mulabáron. Y aver peró andré pu lachi: y ardiñó, y diñó mibao á ciento por yeque. Penado ocono, se chibó á penar á goles: Coin terela canes de junelar, junele.
Paràbola del sembrador, Evangeli de Lluc, 8, 4-8, tal com va ser publicat per George Borrow el 1838
Compareu amb la versió catalana:
Quan una gran multitud es reuní i persones de cada ciutat van anar on estava Jesús, ell els parlà amb una paràbola. «Un camperol sortí a sembrar la seva llavor. En sembrar, algunes caigueren a la carretera; van ser trepitjades i se les menjaren els ocells del cel. Altres llavors caigueren sobre la roca, tan aviat com creixeren s'assecaren perquè no tenien humitat. D'altres van caure entre els espinars i els espinars creixeren amb aquestes i les sufocaren. D'altres van caure en terra bona; cresqueren i donaren fruit, cent vegades més.» Després de dir aquestes coses cridà: «Qui té orelles per a escoltar, que escolti!».